# マイナス (漫画)
『マイナス』は、沖さやか（現山崎紗也夏）による日本の漫画。

## 概要
『週刊ヤングサンデー』（小学館）に1996年9号から1997年19号まで連載された。単行本は全5巻（小学館ヤングサンデーコミックス）、完全版全3巻（エンターブレイン）、電子書籍の完全版全5巻(ナンバーナイン)。
ギャグ漫画的様相を持ちつつも、内容は過激かつ残虐であり、人間心理の本質にも触れているサイコスリラー作品。山崎の初期の作品でもあり、作品中で絵の上達過程が窺える。
1996年41号に掲載された第31話「遭難クッキング 後編」は、少女と一緒に遭難し衰弱し死亡した少女を食べるシーンがあり、この人肉食の描写が問題となった。掲載誌の回収措置が取られると共に単行本未収録扱いとなっていたが、2004年にエンターブレインより刊行された完全版ではこのエピソードも収録された。

## ストーリー
とある高校に赴任してきた教師の恩田さゆりは、かつて父親による家庭内暴力（虐待）によってトラウマを抱えてしまい、それ以来他人から嫌われることを極度に恐れるようになっていた。嫌われないためには何でもやる彼女は、行き過ぎた行動により時折結果として人を陥れることもいとわなかった。
そんな風に教師生活を過ごしていたある日、恩田は偶然から横田ヨシエという女子生徒に気に入られてしまうが、彼女は藁人形を使って他人に復讐するという秘密を持っていた。ヨシエの存在に手こずる恩田は八方塞がりの末、ヨシエの親友である川嶋久美を殺し、居合わせたヨシエも殺してしまう。久美の葬儀に出席した際、恩田は思う。“あたしを嫌うやつは殺せばいいんだ…。”その時から恩田は人から嫌われるのを恐れなくなる。
生徒からは人気のある恩田であったが、中村という不良生徒によって本性を暴かれるばかりか、生徒を殺したことまで知られてしまう。しかし中村は「面白いから」という理由でばらすことはせず、それ以来恩田と中村は仲良くなる。
恩田の“幸せ探し”はあらゆる人を巻き添えにしながら、最終的にはどん底の状態へと下降してしまう。全てが駄目になった恩田は実家へ帰るのだが、父との再会をきっかけに、自殺も考えたものの自首することを決意する。
20年後。すっかり大人になった中村のもとに刑務所を出所した恩田が現れる。そこには本当の意味で自立を果たした恩田さゆりの姿があった。

## 登場人物
- 恩田さゆり - 2年5組の担任。英語担当。担任を受け持つはずだった中山の突然の死去により、新卒ながら担任となる。一見冷たそうな印象すらあるほどの美女だが、幼少時のトラウマから極端に人に嫌われることを恐れ、自分が嫌われる妄想すら抱き、それを回避するため極端な行動を取る。妹がいる。
- 西山典子、西山友美 - 恩田さゆりの同期の女性の先生。1話の始業式では「西山典子」と呼ばれているように読めるが、39話では「西山友美」と書かれている。
- 吉川先生 - 化学。いつまでも担任になれない。
- 後藤智則 - 2年5組の生徒。成績優秀な優等生。恩田の嫌われ妄想の対象になった結果、性関係を持つようになり、当初戸惑うものの嗜虐的な喜びを覚えるが、その途端二人の関係は逆転する。
- 藤田みどり - 生徒。体操部。
- 森本由美子 - 6話〜。恩田さゆりと同じ大学、同じサークルだった。吉川先生の入れ替わりで、化学の担当となる。大学時代恩田が男子に嫌われまいと思ってとった行動を目撃したため、清廉潔白なふりをする恩田を生ぬるい目で見ている。
- 岡村先生
- 青沼先生
- 横田ヨシエ - 17話〜24話。物置き場で藁人形で呪っている。
- 川嶋久美 - 17話〜24話。久美子と呼ばれることもあった。
- デビッド・ターナー - 25話〜29話。日本語がわからない英語教師。恩田の不安のはけ口にされ数々のセクハラを受ける。
- 水野りえ -  30話・31話。藤田みどりの友達。
- あゆみ - 30話・31話。遭難先に突如あらわれ衰弱死し、食べられてしまう。
- 大塚先生
- 中村
- 和田先生

## 書誌情報
小学館・ヤングサンデーコミックス
沖さやか名義。
1. 1996年7月初版 ISBN 4091517811
2. 1996年8月初版 ISBN 409151782X
3. 1997年2月初版 ISBN 4091517838
4. 1997年2月初版 ISBN 4091517846
5. 1997年6月初版 ISBN 4091517854

エンターブレイン・ビームコミックス（完全版）
山崎さやか名義。全て2004年4月初版。
1. ISBN 4757718128
2. ISBN 4757718136
3. ISBN 4757718144